# Stade Larry-Gomes
Le stade Larry-Gomes (Larry Gomes Stadium) est un stade multifonction situé à Malabar dans le Borough d'Arima sur l'île de Trinité, Trinité-et-Tobago.

## Histoire
Le stade a été construit pour la Coupe du monde de football des moins de 17 ans 2001 et a été baptisé en l'honneur du joueur de cricket trinidadien, Larry Gomes. Il a également accueilli des matchs de la Coupe du monde féminine de football des moins de 17 ans 2010.
Bien qu'étant surtout utilisé pour des matchs de football, le stade dispose également d'une piste d'athlétisme.